# 積丹半島沖地震
積丹半島沖地震（しゃこたんはんとうおきじしん）（別名：神威岬沖地震）は、1940年8月2日0時8分に発生した。積丹半島沖の日本海を震源とするM7.5（Mw7.4-7.6）の地震で、震央は北緯44°21.53’ 東経139°49.03’の忍路海山付近である。この地震の後、付近では1943年積丹半島北西沖地震(M6.1)や、1947年留萌西方沖地震(M6.7)などが発生している。更に、南の領域では1993年北海道南西沖地震(M7.8)も発生した。

## 被害の記録
戦時体制下で且つ人口の少ない地域の地震であったため、1944年の東南海地震（昭和東南海地震） と同様に残る記録は少ないが、死者10人、住家全壊26、半壊7の記録が残る。死者は、天塩川河口で溺死したもの。最大震度は羽幌、留萌、幌延、岩内、乙部などの震度4。津波は奥尻島で3m、天塩、羽幌で2m、京都府でも1mを記録した。

## 地学的見知
1987年7月に行われた潜水調査で3500mの海底から得られた試料により、発生間隔は500～1000年と推定されている。ユーラシアプレートと北アメリカプレートの境界域(日本海東縁変動帯)で発生した地震。積丹半島沖地震と北海道南西沖地震の間には、地震の空白域が残る。

## 自然災害伝承碑
天塩町には石碑「追悼碑」があり、2019年に自然災害伝承碑として国土地理院のウェブ地図に登録された。